# Declínio dos Estados Unidos

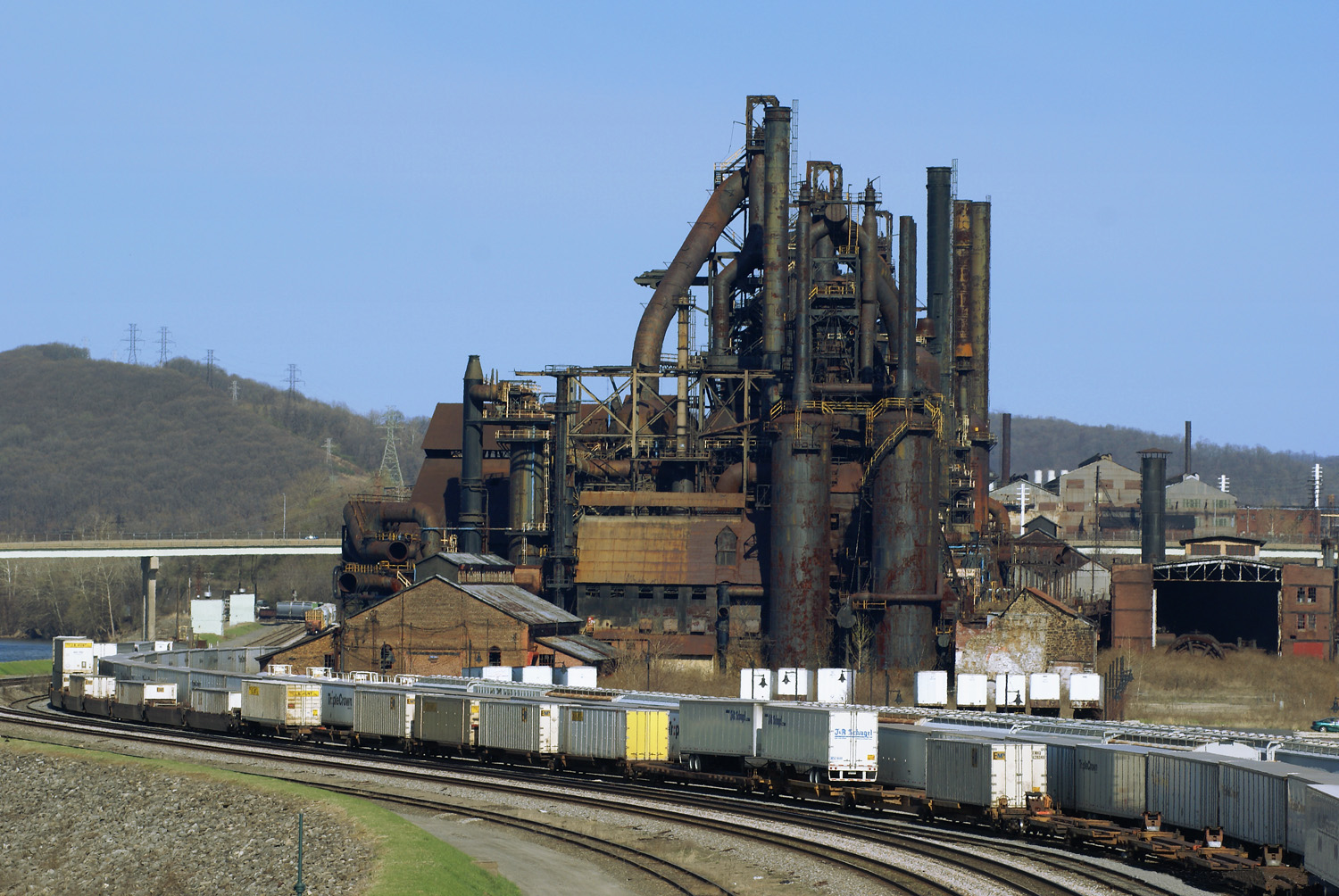
Antiga fábrica da Bethlehem Steel em Bethlehem (Pensilvânia). A empresa suspendeu atividades em 1982 e declarou falência em 2001.

O declínio americano é o poder decrescente dos Estados Unidos em vários setores, geopolítica, militar, financeiro, econômico, social, na saúde e no meio ambiente. Há um debate entre os declinistas, que acreditam que a América está em declínio, e os excepcionalistas, que acham que os EUA vão ser o poder dominante por várias décadas que ainda virão.
Alguns analistas sugerem que o declínio se origina ou se acelerou com a política externa de Donald Trump e a "retirada contínua do país da arena global".
O desafio da China aos Estados Unidos pela dominância global constitui a questão central no debate sobre o declínio americano.  Os EUA não são mais a única superpotência incontestada a dominar em todos os domínios (ou seja, militar, cultura, economia, tecnologia, diplomacia). De acordo com o Asia Power Index 2020, os Estados Unidos ainda assumem a liderança em capacidade militar, influência cultural, resiliência e redes de defesa, mas ficam atrás da China em quatro parâmetros de recursos econômicos, recursos futuros, relações econômicas e influência diplomática.
Uma pesquisa de 2021 mostra que 79% dos americanos acreditam que "a América está caindo aos pedaços [falling appart]".

## Sinais e manifestações
De acordo com Jeet Heer, a hegemonia dos EUA sempre foi apoiada por três pilares: "força econômica, poder militar e o poder brando da dominação cultural."

### Economia
Em 1970, a participação dos EUA na produção mundial caiu de 40% para 25%, enquanto o economista Jeffrey Sachs observou que a participação dos EUA na renda mundial era de 24,6% em 1980 caindo para 19,1% em 2011. A relação entre os ganhos médios do CEO e o salário médio dos trabalhadores nos EUA passou de 24: 1 em 1965 para 262: 1 em 2005. Uma pesquisa realizada pelo Pew Research Center mostra que a maioria dos americanos previu que a economia dos EUA seria mais fraca em 2050. Além disso, a pesquisa diz que a maioria das pessoas pensam que os EUA seriam "um país com uma dívida nacional crescente, um maior lacuna entre ricos e pobres e uma força de trabalho ameaçada pela automação."

Alguns acreditam que a crise fiscal americana decorre do aumento dos gastos com programas sociais ou, alternativamente, dos aumentos nos gastos militares para as guerras do Iraque e Afeganistão, que levariam ao declínio. No entanto, Richard Lachmann argumenta que, se nenhum gasto militar ou geral estiver pressionando a economia dos Estados Unidos, eles não contribuirão para o declínio dos EUA. Lachmann descreve o problema real como "a má alocação de receitas e despesas do governo, resultando em recursos sendo desviados de tarefas vitais para manter o domínio econômico ou geopolítico." 

PIB (PPC) por país em 2021. Embora a China não tenha passado os EUA em PIB nominal, já passou por essa métrica.

#### Competição com a China
Em 2014, a China ultrapassou os EUA em PIB de Paridade do Poder de Compra, tornando-se a maior potência econômica segundo essa métrica. A revista The Economist argumentou que, por essas e outras razões, o século XXI seria o "Século Chinês". A China também é agora o maior manufaturador do mundo. A ascensão da China e de outras nações asiáticas está criando uma mudança do centro econômico geral dos Estados Unidos para a Ásia.
Em 2020, a China assinou a Parceria Regional Econômica Abrangente, o maior bloco de livre comércio do mundo. A Time Magazine argumentou que os Estados Unidos podem ser "os grandes perdedores" do tratado. No mesmo ano, a China passou os Estados Unidos em comércio com a União Europeia pela primeira vez. Em dezembro, a UE anunciou que o Acordo Compreensivo de Investimento com a China foi concluído em princípio. Alguns analistas disseram que o Acordo pode prejudicar as relações com os EUA.
Também em 2020, a China também ultrapassou os EUA como a nação líder mundial em Investimento Estrangeiro Direto.

### Aprovação mundial da liderança americana
Os EUA tem uma aprovação como potência mundial de 31%, abaixo da China, e isso deixa a Alemanha como a potência mais popular com uma aprovação de 41%.

### Poder Militar
De acordo com um relatório de 98 páginas da Comissão de Estratégia de Defesa Nacional, "as vantagens militares de longa data da América diminuíram" e "A margem de erro estratégica do país tornou-se assustadoramente pequena. Dúvidas sobre a capacidade da América de deter e, se necessário, derrotar oponentes e honrar seus compromissos globais proliferaram. " O relatório citou "disfunção política" e "limites orçamentários" como fatores que impedem o governo de acompanhar as ameaças que o relatório descreveu como "uma crise de segurança nacional". O relatório escreveu que, para neutralizar a força americana, China e Rússia estavam tentando alcançar "hegemonia regional" e estavam desenvolvendo "intensificações militares agressivas". Em 2018, o General da Força Aérea Frank Gorenc disse que a vantagem do poder aéreo dos Estados Unidos sobre a Rússia e a China estava diminuindo. De acordo com a Forbes, o declínio militar começou quando o secretário de defesa Dick Cheney interrompeu uma centena de grandes programas de armas, 25 anos antes, quando a União Soviética foi dissolvida.

#### Gastos deficitários

Países com bases e complexos militares dos EUA.

Paul Kennedy postula que os gastos deficitários contínuos, especialmente no aumento militar, são a razão mais importante para o declínio de qualquer grande potência. Os custos das guerras no Iraque e no Afeganistão estão estimados em US $ 4,4 trilhões, o que Kennedy considera uma grande vitória para Osama bin Laden, cujo objetivo anunciado era levar os Estados Unidos à falência, arrastando-os para uma armadilha. Em 2011, o orçamento militar dos EUA — quase igualando-se ao do resto do mundo todo combinado — era maior em termos reais do que em qualquer momento desde a Segunda Guerra Mundial.

#### Superextensão geopolítica
Havia 38 instalações militares americanas de grande e médio porte espalhadas ao redor do globo em 2005 — principalmente bases aéreas e navais — aproximadamente o mesmo número que as 36 bases navais e guarnições do exército britânicas em seu zênite imperial em 1898. O historiador de Yale Paul Kennedy compara a situação dos EUA com a da Grã-Bretanha antes da Primeira Guerra Mundial, comentando que o mapa das bases dos EUA é semelhante ao da Grã-Bretanha antes da Guerra.
De acordo com o historiador Emmanuel Todd, uma expansão da atividade militar e da agressão pode parecer um aumento do poder, mas pode mascarar um declínio no poder. Ele observa que isso ocorreu com a União Soviética nos anos 1970, e com o Império Romano, e que os Estados Unidos podem estar passando por um período semelhante.

### Saúde
De acordo com o Centro Nacional de Informações sobre Biotecnologia, Saúde e Bem-estar nos EUA estão em declínio. O Centro aponta para os custos crescentes da saúde como um problema que afeta todos os americanos:
Na virada do milênio, os Estados Unidos haviam se tornado um exemplo curioso entre seus pares. Os custos do sistema de saúde per capita aumentaram para o dobro do próximo país mais alto, mas a sobrevivência geral mal se mexia e estava caindo ano a ano para segmentos da população branca e para os nativos americanos em geral. Como resultado, o declínio relativo de longo prazo na expectativa de vida culminou em um declínio absoluto de vários anos na expectativa de vida nos Estados Unidos em 2015 e 2016.
O Colégio Americano de Médicos também diz que o sistema de saúde está em declínio, argumentando que eles têm muito poucos médicos de cuidados primários e que o custo está aumentando mais rápido do que as pessoas podem pagar. O Colégio diz que "a saúde nos Estados Unidos está enfrentando um desafio sem precedentes de acessibilidade e sustentabilidade". De acordo com o Índice de Progresso Social, os EUA estão enfrentando "quedas pequenas, mas constantes" em Saúde e outros assuntos. Esse declínio na saúde alarmou os políticos americanos que debatem sobre como pode ser revertido.

### Cultura
Comentadores como Allan Bloom, E. D. Hirsch e Russel Jacoby acreditam que a cultura americana está em declínio. A ascensão do pós-modernismo desde a Segunda Guerra Mundial contribuiu para o declínio da cultura americana, de acordo com Jeffery Goldfrab.
William J. Bennett argumenta que o declínio cultural da América está sinalizando "uma mudança nas atitudes e crenças do público". A taxa de mortalidade materna mais do que dobrou nos EUA desde o final da década de 1980, em contraste com outras nações desenvolvidas. De acordo com o Index of Leading Cultural Indicators, publicado em 1993, retratando estatisticamente as condições morais, sociais e comportamentais da sociedade americana moderna, muitas vezes descrita como 'valores', a condição cultural da América estava em declínio em relação às situações de 30 anos antes, 1963. O índice mostrou que houve um aumento de crimes violentos em mais de 6 vezes, nascimentos ilegítimos em mais de 5 vezes, a taxa de divórcio em 5 vezes, a porcentagem de crianças vivendo em lares monoparentais em quatro vezes e a taxa de suicídio de adolescentes em três vezes durante o período de 30 anos.
De acordo com Kenneth Weisbrode, embora as estatísticas apontem para o declínio americano (aumento da taxa de mortalidade, paralisia política, aumento da criminalidade), "os americanos têm uma cultura baixa há muito tempo e há muito a promovem". Ele acha que a "obsessão" com o declínio não é algo novo, como algo que remonta aos puritanos. "O declínio cultural, em outras palavras, é tão americano quanto uma torta de maçã", argumenta Weisbrode. Weisbrode compara a França pré-revolucionária e a América atual por sua vulgaridade, que ele argumenta ser "uma extensão ou resultado quase natural de tudo o que é civilizado: uma glorificação do ego".
Daniel Bell argumentou que a percepção de declínio faz parte da cultura. "O que a longa história do 'declínio' americano — em oposição ao possível declínio real da América — sugere", diz Daniel Bell, "é que essas ansiedades têm uma existência própria que é bastante distinta da posição geopolítica real de nosso país; que surgem tanto de algo profundamente enraizado na psique coletiva de nossas classes tagarelas quanto de análises políticas e econômicas sóbrias. "
Samuel P. Huntington comentou criticamente sobre uma tendência na cultura americana e na política de prever o declínio constante desde o final dos anos 1950. Segundo ele, o declínio surgiu em várias ondas distintas, a saber, em reação ao lançamento do Sputnik pela União Soviética; para a Guerra do Vietnã; ao choque do petróleo de 1973; às tensões soviéticas no final dos anos 1970; e ao mal-estar geral que acompanhou o fim da Guerra Fria.

## Comparação com estados anteriores
Ver também: Colapso de uma superpotência
Michael Hudson aponta que o perdão da dívida é necessário quando as dívidas dos indivíduos ao estado são muito grandes. Roma pôs fim a essa prática, enquanto os impérios anteriores (Assírio) sobreviveram por meio do perdão periódico da dívida, essa prática acabou com o império romano, resultando no empobrecimento e expropriação dos fazendeiros, criando um crescente lumpemproletariado. O mesmo processo contribuiu para o colapso do Império britânico e continua até hoje, com crises financeiras periódicas (1930, 2008) que só são aliviadas por resgates governamentais e/ou guerra. Hudson acrescenta que toda vez que a história se repete, o preço sobe, ou seja, os EUA estão sendo destruídos por dívida bancária sem mecanismo de perdão, tornando o colapso inevitável.
O cientista político Paul K. Macdonald escreve que as grandes potências podem estar em declínio relativo ou absoluto e discutiu as maneiras como frequentemente respondem. O mais comum é a contenção (reduzindo alguns, mas não todos os compromissos do estado).
Samuel P. Huntington disse que as previsões do declínio americano têm feito parte da política americana desde o final dos anos 1950. De acordo com Daniel Bell, "muitos dos principais comentaristas da América tiveram um impulso poderoso de ver os Estados Unidos como um caso fraco e 'eliminado' que cairá para rivais mais fortes tão inevitavelmente quanto Roma caiu para os bárbaros, ou a França para Henrique V em Agincourt."

#### Império Britânico
Kennedy argumenta que “a solidez financeira britânica foi o fator mais decisivo em suas vitórias sobre a França durante o século XVIII. Este capítulo termina com as Guerras Napoleônicas e a fusão da força financeira britânica com uma força industrial recém-descoberta.” À medida que o dólar americano perde seu papel de moeda mundial, não poderá continuar tendo déficits comerciais para financiar seus gastos militares.
De acordo com Richard Lachmann, os EUA durariam muito mais tempo se, como a Grã-Bretanha, pudessem restringir famílias e elites particulares de controlar exclusivamente escritórios e poderes governamentais.

#### União Soviética
O historiador Harold James escreveu um artigo intitulado "Late Soviet America", comparando os atuais Estados Unidos com a ex-União Soviética. James escreveu que muitos aspectos dos EUA agora se assemelham ao final da União Soviética: intensificação do conflito social, rivalidades étnicas/raciais e declínio econômico. Ele previu que o dólar pode perder seu valor e começar a se parecer com o rublo soviético. James terminou o artigo dizendo que o declínio econômico continuará, mesmo se houver mudança na liderança, apontando para a incapacidade de Gorbachev de prevenir o colapso após suceder Brejnev.
Da mesma forma, um colunista do South China Morning Post escreveu que: "A Rússia Soviética sob Mikhail Gorbachev não sabia que já havia perdido o império até que fosse tarde demais. O destino dos Estados Unidos não será diferente."

## Análises de comentaristas
- De acordo com o ativista político americano Noam Chomsky, o declínio da América começou logo após o fim da Segunda Guerra Mundial, com a "perda da China" seguida pelas Guerras da Indochina. Em 1970, a participação dos Estados Unidos na riqueza mundial havia caído para cerca de 25%, o que ainda era grande, mas fortemente reduzido. Chomsky descarta a "retórica notável de vários anos de triunfalismo na década de 1990" como "principalmente auto-ilusão". Chomsky argumentou em 2011 que o poder não será transferido para a China e a Índia, porque esses são países pobres com graves problemas internos e não haverá competidores pelo poder hegemônico global no futuro previsível.[2]
- O historiador americano Morris Berman escreveu uma trilogia de livros publicados entre 2000 e 2011 sobre o declínio da civilização americana.
- Igor Panarin, graduado da KGB, escreveu The Crash of the Dollar and the Disintegration of the USA (2019). Ele previu que a América iria quebrar e se desintegrar em seis partes em 2010.[54]
- O russo Stanislav Belkovsky previu que poderia ser a vez da América mergulhar na violência autodestrutiva e no colapso inevitável.[55]
- O americano Chris Hedges, em seu livro de 2018, America The Farewell Tour, prevê que "dentro de uma década, no máximo duas" a América deixará de ser a superpotência dominante no mundo.
- Em 2017, Evan Osnos do The New Yorker delineou um cenário potencial para uma revolução violenta nos EUA e as consequências para os “super-ricos”.[56]
- Donald Trump se tornou o primeiro presidente americano a promover a ideia de que os EUA estavam em declínio.[57]
- O Think tank americano Atlantic Council argumenta que, embora os EUA estejam de fato em declínio, pensar que ele é irreversível é "pessimismo irracional".[58]
- Após a invasão do Capitólio dos Estados Unidos, a repórter do Huffpost Emily Peck escreveu um artigo que dizia que a rebelião havia "cristalizado 4 anos de declínio americano".[59]

## Na Cultura Popular
No primeiro episódio da série dramática política da HBO, The Newsroom, transmitida em 24 de junho de 2012, Will McAvoy (interpretado por Jeff Daniels) lamenta que a América não é mais o melhor país do mundo. Ele explica que os Estados Unidos são o número um apenas em pessoas que acreditam em anjos, gastos militares e pessoas encarceradas.

## Ver Também
- Colapso de uma superpotência
- Século Americano
- Imperialismo Americano
- Pax Americana
- Cinturão da Ferrugem
- Homem Doente da Europa